# Meeting de Atletismo Madrid 2009
Meeting de Atletismo Madrid 2009 – mityng lekkoatletyczny, który odbył się 4 lipca w stolicy Hiszpanii Madrycie. Zawody były zaliczane do cyklu World Athletics Tour i posiadały rangę Grand Prix IAAF.

## Rezultaty

### Mężczyźni
| Konkurencja                | 1. miejsce            | 1. miejsce | 2. miejsce             | 2. miejsce | 3. miejsce           | 3. miejsce |
| -------------------------- | --------------------- | ---------- | ---------------------- | ---------- | -------------------- | ---------- |
| Bieg na 100 m              | Steve Mullings        | 10,11      | Francis Obikwelu       | 10,35      | Stéphan Buckland     | 10,38      |
| Bieg na 400 m              | David Gillick         | 44,77      | Cédric Van Branteghem  | 45,67      | Erison Hurtault      | 45,97      |
| Bieg na 800 m              | Jackson Mumbwa Kivuna | 1:44,86    | Arturo Casado          | 1:45,52    | Mbulaeni Mulaudzi    | 1:45,81    |
| Bieg na 1500 m             | Johan Cronje          | 3:37,33    | Rui Silva              | 3:38,62    | James Kiplagat Magut | 3:38,86    |
| Bieg na 110 m przez płotki | Gregory Sedoc         | 13,40      | Maurice Wignall        | 13,52      | Eric Mitchum         | 13,61      |
| Bieg na 400 m przez płotki | Isa Phillips          | 48,09      | Danny McFarlane        | 48,53      | David Greene         | 49,19      |
| Skok w dal                 | Fabrice Lapierre      | 8,57w      | Godfrey Khotso Mokoena | 8,50       | Irving Saladino      | 8,43w      |
| Rzut dyskiem               | Virgilijus Alekna     | 67,20      | Piotr Małachowski      | 64,57      | Zoltán Kővágó        | 62,70      |

### Kobiety
| Konkurencja    | 1. miejsce            | 1. miejsce | 2. miejsce      | 2. miejsce | 3. miejsce        | 3. miejsce |
| -------------- | --------------------- | ---------- | --------------- | ---------- | ----------------- | ---------- |
| Bieg na 100 m  | Gloria Asumnu         | 11,40      | Tianna Madison  | 11,56      | Digna Luz Murillo | 11,64      |
| Bieg na 400 m  | Christine Amertil     | 51,77      | Lee McConnell   | 52,29      | Folasade Abugan   | 52,64      |
| Bieg na 800 m  | Hasna Benhassi        | 1:59,03    | Jemma Simpson   | 1:59,31    | Marilyn Okoro     | 2:00,04    |
| Bieg na 1500 m | Natalia Rodríguez     | 4:04,82    | Marta Domínguez | 4:04,84    | Anna Miszczenko   | 4:07,44    |
| Skok wzwyż     | Ruth Beitia           | 1,93       | Amy Acuff       | 1,93       | Kamila Stepaniuk  | 1,91       |
| Skok o tyczce  | Aleksandra Kiriaszowa | 4,56       | Kate Dennison   | 4,56       | Lacy Janson       | 4,46       |
| Trójskok       | Tatiana Lebiediewa    | 15,01w     | Anna Piatych    | 14,84w     | Olga Rypakowa     | 14,69w     |
| Rzut młotem    | Martina Hrašnová      | 75,11      | Sultana Frizell | 70,68      | Jennifer Joyce    | 70,35      |